# Videogiochi basati su giochi della Games Workshop
La seguente è una lista di videogiochi pubblicati sotto la licenza della Games Workshop.

## Warhammer 40.000
I seguenti videogiochi sono ambientati negli universi fantascientifici di Warhammer 40.000, Epic Armageddon, Space Hulk e StarQuest.
| Titolo                                          | Anno | Sviluppatore / editore                  | Genere                                      | Piattaforma                             |
| ----------------------------------------------- | ---- | --------------------------------------- | ------------------------------------------- | --------------------------------------- |
| Space Crusade                                   | 1992 | Gremlin Interactive                     | Gioco da tavolo                             | PC                                      |
| Space Hulk                                      | 1993 | Electronic Arts                         | Sparatutto tattico                          | PC                                      |
| Space Hulk: Vengeance of the Blood Angels       | 1995 | Electronic Arts                         | Sparatutto tattico                          | 3DO, PC, PlayStation, Saturn            |
| Final Liberation                                | 1997 | SSI                                     | Videogioco tattico a turni                  | Windows                                 |
| Warhammer 40.000: Chaos Gate                    | 1998 | SSI                                     | Videogioco strategico a turni               | Windows                                 |
| Warhammer 40.000: Rites of War                  | 1999 | SSI                                     | Videogioco strategico a turni               | Windows                                 |
| Warhammer 40.000: Fire Warrior                  | 2003 | THQ                                     | Sparatutto in prima persona                 | Windows, PlayStation 2                  |
| Warhammer 40.000: Dawn of War                   | 2004 | THQ                                     | Videogioco strategico in tempo reale        | Windows                                 |
| Warhammer 40.000: Dawn of War - Winter Assault  | 2005 | THQ                                     | Videogioco strategico in tempo reale        | Windows                                 |
| Warhammer 40.000: Dawn of War - Dark Crusade    | 2006 | THQ                                     | Videogioco strategico in tempo reale        | Windows                                 |
| Warhammer 40.000: Dawn of War - Soulstorm       | 2008 | THQ                                     | Videogioco strategico in tempo reale        | Windows                                 |
| Warhammer 40.000: Glory in Death                | 2006 | THQ                                     | Videogioco strategico a turni               | N-Gage                                  |
| Warhammer 40,000: Squad Command                 | 2007 | THQ                                     | Videogioco strategico a turni               | PSP, Nintendo DS                        |
| Warhammer 40.000: Dawn of War II                | 2009 | THQ                                     | Videogioco strategico in tempo reale        | Windows                                 |
| Warhammer 40.000: Dawn of War II – Chaos Rising | 2010 | THQ                                     | Videogioco strategico in tempo reale        | Windows                                 |
| Warhammer 40.000: Dawn of War II – Retribution  | 2011 | THQ                                     | Videogioco strategico in tempo reale        | Windows                                 |
| Warhammer 40.000: Space Marine                  | 2011 | THQ                                     | Videogioco d'azione in terza persona        | PlayStation 3, Xbox 360, Windows        |
| Warhammer 40,000: Kill Team                     | 2011 | THQ                                     | Azione                                      | PlayStation 3, Xbox 360, Windows        |
| Warhammer 40.000: Dark Millennium Online        | 2013 | THQ                                     | MMORPG                                      | Windows                                 |
| Warhammer 40.000: Eternal Crusade               | 2016 | Behaviour Interactive                   | Videogioco d'azione in terza persona online | Windows                                 |
| Warhammer 40.000: Darktide                      | 2022 | Fatshark                                | videogioco d'azione in prima persona        | Windows, Xbox Series X/S                |
| Warhammer 40.000 Space Marine II                | 2024 | Saber Interactive / Focus Entertainment | Videogioco d'azione in terza persona        | Windows, Xbox Series X/S, PlayStation 5 |

## Warhammer Fantasy
I seguenti videogiochi sono ambientati negli universi fantascientifici di Warhammer Fantasy Battle, Blood Bowl e HeroQuest.
| Titolo                              | Anno | Sviluppatore / editore | Genere                               | Piattaforma                      |
| ----------------------------------- | ---- | ---------------------- | ------------------------------------ | -------------------------------- |
| HeroQuest                           | 1991 | Gremlin Graphics       | Videogioco di ruolo                  | Varie                            |
| Blood Bowl 1995                     | 1995 | MicroLeague            | Fantasy football                     | DOS                              |
| Warhammer: Shadow of the Horned Rat | 1995 | Mindscape              | Videogioco tattico in tempo reale    | Windows, PlayStation             |
| Warhammer: Dark Omen                | 1998 | Mindscape              | Videogioco tattico in tempo reale    | Windows, PlayStation             |
| Warhammer: Battle for Atluma        | 2006 | Namco Bandai Games     | Gioco di carte collezionabili        | PSP                              |
| Warhammer: Mark of Chaos            | 2006 | Namco Bandai Games     | Videogioco tattico in tempo reale    | Windows                          |
| Warhammer: Battle March             | 2008 | Namco Bandai Games     | Videogioco tattico in tempo reale    | Windows, Xbox 360                |
| Warhammer Online: Age of Reckoning  | 2008 | Mythic Entertainment   | MMORPG                               | Windows                          |
| Blood Bowl 2009                     | 2009 | Cyanide                | Fantasy football                     | Windows, PSP, Nintendo DS        |
| Warhammer: End Times – Vermintide   | 2014 | Fatshark               | Videogioco d'azione in prima persona | Windows, Playstation 4, Xbox One |
| Total War: Warhammer                | 2016 | The Creative Assembly  | Videogioco tattico in tempo reale    | Windows                          |
| Total War: Warhammer II             | 2017 | The Creative Assembly  | Videogioco tattico in tempo reale    | Windows                          |
| Warhammer: Vermintide 2             | 2018 | Fatshark               | Videogioco d'azione in prima persona | Windows, Playstation 4, Xbox One |
| Total War: Warhammer III            | 2022 | The Creative Assembly  | Videogioco tattico in tempo reale    | Windows                          |